# Рюмкин, Яков Израилевич
Яков Израилевич Рюмкин (1913—1986) — советский фотокорреспондент. 
Во время Великой Отечественной войны был военным корреспондентом газеты «Правда». Особую известность получил благодаря своим фоторепортажам во время Сталинградской битвы.

## Биография
Яков Рюмкин родился в 1913 году в Харькове. Трудовую карьеру начал, работая чистильщиком обуви рядом с редакцией газеты «Вечернее радио». В возрасте пятнадцати лет он устроился на работу курьером в эту газету, а затем учеником фоторепортёра. После окончания рабочего факультета Харьковского университета работал фотокорреспондентом в органе ЦК Компартии Украины газете «Коммунист». Весь фотоархив работ Якова Рюмкина, сделанных до Великой Отечественной войны, пропал во время войны.

### Военный фотокорреспондент газеты «Правда» (1941—1945)
Во время Великой Отечественной войны был фотокорреспондентом газеты «Правда» при управлении Юго-Западного фронта. Наиболее известны его фотографии, сделанные во время Сталинградской битвы. Участвовал в качестве фоторепортера в освобождении Украины, Молдавии, Румынии, Венгрии. Снимал боевые действия в Берлине. Борис Полевой во вступительной статье к каталогу персональной выставки Якова Рюмкина сформулировал своё впечатление о Рюмкине — фронтовом фотокорреспонденте:
Даже среди беспокойного племени военных фотокорреспондентов трудно было найти в дни войны фигуру более колоритную и динамичную, чем корреспондент «Правды» Яков Рюмкин, с которым мне доводилось встречаться на многих фронтах от Нижней Волги до Шпрее. В истории нашей журналистики сохранится уникальный, на мой взгляд, факт: фоторепортер, полетев снимать горящий Сталинград в редкий, тихий час Сталинградской обороны, сбил немецкий самолёт. Этим фоторепортером был человек с многозначительной фамилией Рюмкин. Он полетел, заняв место стрелка-радиста, и когда их «ИЛ» атаковали «мессеры», отложил фотоаппарат в сторону и взялся за гашетки крупнокалиберного пулемёта. Как утверждал он потом, он сделал это «в порядке самообороны» и даже «со страху». Возможно. С ним все возможно. Однако, свидетельствую, что в дни многих наступлений я видел Рюмкина в передовых наступающих частях, и его страсть доставить в редакцию уникальный снимок, не стесняясь ни в трудах, ни в средствах, была тоже общеизвестна.

Фотографии Якова Рюмкина во время Сталинградской битвы
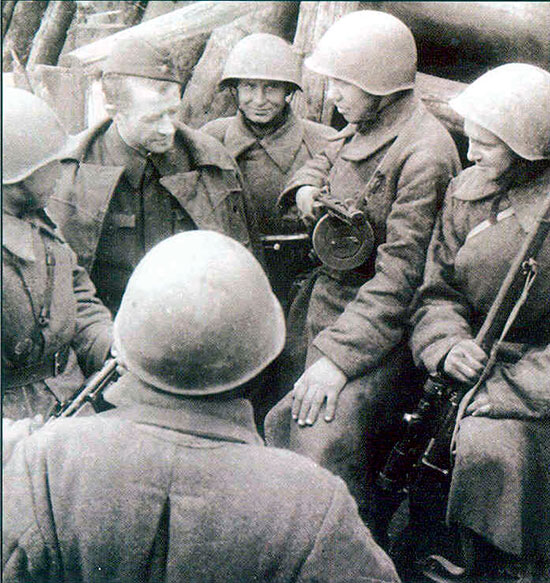
Александр Родимцев в окружении бойцов
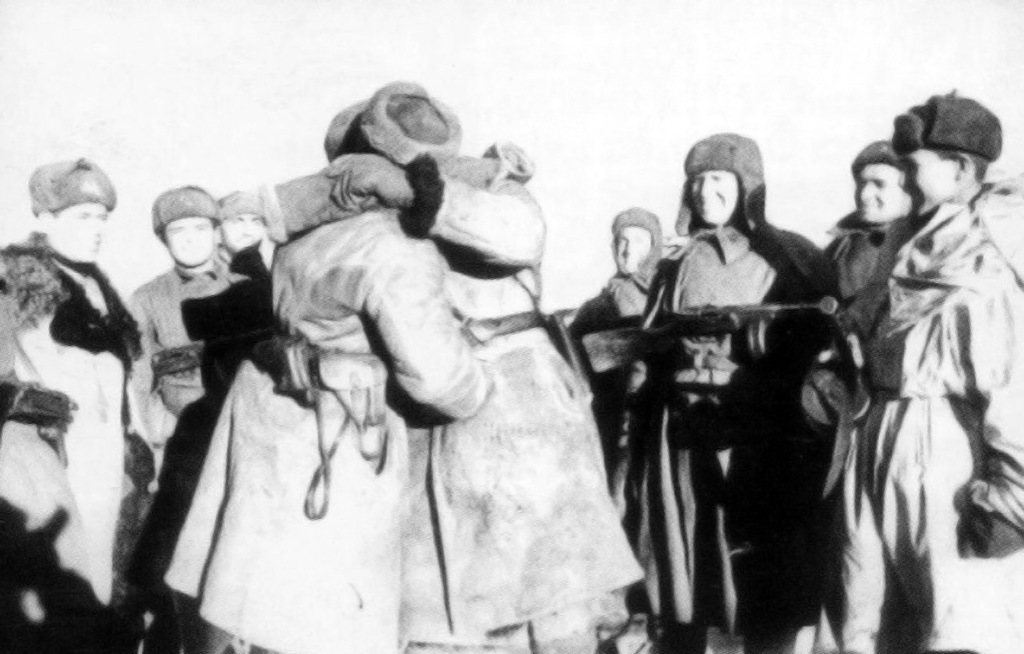
Встреча бойцов 21-й и 62-й армии на северо-западных склонах Мамаева кургана. 26.01.1943 года

Во время войны Яков Рюмкин был контужен.

### После Великой Отечественной войны
После войны работал в «Правде», «Советской России», «Огоньке», издательстве «Колос». Издал несколько авторских фотоальбомов.
В 1954 году Яков Рюмкин сделал серию фотографий полярной экспедиции «Северный полюс-3». Поездка была секретной и по результатам был подготовлен «закрытый фотоальбом». Юрий Кривоносов, участвовавший в подготовке фотоальбома, вспоминал:
Печатайте в указанные размеры, учтите, что показывать придется в высоких инстанциях, так что карточки должны быть эпес-нечто и каждая в отдельности.
Позже северные фотографии были изданы в виде фотоальбома. После арктической командировки Яков Рюмкин отправился с первыми целинниками и привёз один из лучших фоторепортажей.
В июне 1960 года Яков Рюмкин сделал серию фотографий семьи Юрия Гагарина, отдыхавшей на реке Клязьм. На фотографиях запечатлены Юрий Алексеевич, супруга Валентина Ивановна и старшая дочь Лена.
В 1957—1964 годах проживал по адресу 3-й пр. Алексеевского студгородка, 31 (ныне ул. Б. Галушкина, 17), с 1964 — на улице Верхняя Масловка, дом 11.
Умер в Москве в 1986 году.
В честь 100-летия со дня рождения в 2013 году Центр фотографии имени братьев Люмьер представил часть его фотоколлекции в виде выставки «Живите, пожалуйста!».

## Семья
- жена Рюмкина Марьям Цаликовна (1914—2005)[11]

## Награды
- орден Отечественной войны 1-й степени (21 октября 1943)[12]
- орден Отечественной войны 2-й степени[13]
- орден Красной Звезды (28 августа 1945)[14]
- медаль «За оборону Сталинграда»[12][14]

## Персональные альбомы
- В центре Арктики, 1956[6]
- От Сталинграда до Берлина: [Альбом]. М., 1960[10].
- Секунды века: [Фотоальбом] / Текст К. М. Симонова. М., 1968[10].

### Избранные выставки
- «Живите, пожалуйста!» (Москва, Россия, 2013)[8]

## Крупные коллекции фоторабот Якова Рюмкина
- Музей-заповедник «Сталинградская битва»: 244 негатива, 25 фотографий[15]

## Творческая манера
Сам Яков Рюмкин так сформулировал своё творческое кредо, раскрывшееся во время Великой Отечественной войны: «мы снимали бои, различные эпизоды военных действий, но больше всего — людей, потому что каждый боец заслуживал, чтобы его знала вся страна».
Историк советской фотографии Валерий Вальран отмечал, что Яков Рюмкин одинаково успешно снимал на передовой и в перерывах между боями, колонны военнопленных и беженцев, портреты солдат и генералов.
Редактор отдела фотожурналистики журнала «Советское фото» Юрий Кривоносов дал высокую оценку Якову Рюмкину в роли фотокорреспондента: «его называли самым оперативным нашим фотокорреспондентом».
Фотографии Якова Рюмкина подкупали зрителя своей живостью и динамичностью. Однако, часть «живых и динамичных» работ были хорошо срежессированы фотографом. В качестве примера можно привести известную «целинную» серию фоторабот, которую хвалили за правдивость, зафиксированную по ходу событий. Однажды Яков Израилевич признался «в этом репортаже всё организовано, неорганизованно они только водку пили».